# Atomska teža
Atómska téža (pravilneje rèlativna atómska mása) je masa izotopa, izražena v brezrazsežnih atomskih enotah mase, eni dvanajstini mase izotopa ogljik-12, ki ima po definiciji atomsko težo 12. Relativna atomska masa je torej enaka vsoti števila protonov in nevtronov v jedru (maso elektronske ovojnice lahko zanemarimo).
Kadar na splošno govorimo o določenem atomu, je relativna atomska masa definirana kot uteženo povprečje relativnih atomskih mas vseh njegovih izotopov, glede na njihovo pogostost v naravi. Takrat atomsko težo imenujemo tudi povprečno relativno atomsko maso ali (povprečno) atomsko težo.
Podobna definicija velja za molekule, le da se ji takrat reče molekulska masa. Molekulsko maso lahko povsem intuitivno izračunamo tako, da seštejemo atomske mase vseh sestavnih atomov, po potrebi nekatere štete večkratno. Ta tehnika pogreši le za kemijsko vezavno energijo, ki je navadno zanemarljiva.
En mol snovi torej vedno tehta natančno atomsko ali molekularno maso te substance, izraženo v gramih. Na primer, atomska teža železa je 55,847, torej en mol železa tehta 55,847 gramov. Gre za povprečno atomsko težo, kjer je upoštevano, da je v naravi prevladujoč izotop železa 56Fe (91,7 2 %), sledijo pa mu 54Fe (5,8 %), 57Fe (2,2 %) in 58Fe (0,28 %).